# Andja Arnebäck
Andja Mary Arnebäck, född Grbesic den 3 september 1970 i Angered i Göteborg, är en svensk filmregissör. Hon uppmärksammades 2009 för sin dokumentärfilm Walborgs ungar, som både visades i SVT och på flera filmfestivaler.

## Biografi
Arnebäck är utbildad på Nordens Folkhögskola Biskops-Arnö samt Dramatiska Institutet.
2008 regisserade hon filmen Walborgs ungar, som beskrev tvångssteriliseringar av intagna på anstalter i 1900-talets Sverige. Filmen baserades på hennes mormors syskons öden i 1900-talets Institutionssverige, Axel och Knut, där ett barnhemsbarn kunde tvångssteriliseras för att deras mor var en fattig fabriksarbetare. Filmen hade premiär på TV och filmfestivaler under 2009. I dokumentären Resa hem (2004) hade hon tidigare följt sin bosniske pappa när han för första gången på över 30 år besökte sin barndoms Sarajevo.
Arnebäck regisserade sedan novellfilmen Min bästa vän, som 2009 hade premiär på Göteborgs filmfestival och senare även visades på SVT.

## Filmografi (regi, manus m.m.)
- 1994 – I anledning av (drama regi) (medförfattare: Malin Lindroth)
- 1997/1998 – Minna, 17 år (regi tillsammans med Nanna Huolman[8])
- 1999 – Westbank (regi)
- 2004 – Mitt liv nu! (manus/regi)
- 2004 – Resa hem (manus/regi)
- 2005 – Hämnaren (manus/regi)
- 2009 – Walborgs ungar (manus/regi)
- 2009 – Min bästa vän (regi/manus, medförfattare: Annika Ivarsson)
- 2009 – Förvandlingen (producent/manus)
- 2012 – Det rätta barnet (manus/foto)
- 2015 – Rope Piece (manus/regi)
- 2020 – Meddelande (manus/regi)
- 2022 – Emre & Nemo (manus/regi)
- 2024 – Äpplet och trädet
- 2024 – Här var det stopp (manus/regi)[9]

## Utmärkelser
- 1993 Folkteaterns stipendium.
- 1997 Första pris på Novemberfestivalen.[a]
- 1998 Första pris (Bästa film) på SFV-festivalen.
- 2009 Nominerad till Tempo Documentary Award.[10]
- 2012 Agnes Karlssons konstpris.